# Comisión Federal de Electricidad
De Comisión Federal de Electricidad (Engels: Federal Electricity Commission) is een groot Mexicaans nutsbedrijf. Alle aandelen zijn in handen van de staat. De gebruikelijke afkorting voor de onderneming is CFE. Het is na PEMEX het belangrijkste en grootste energiebedrijf van het land. Het produceert elektriciteit en is monopolist het gebied van transmissie en distributie.  

## Activiteiten
Sinds de oprichting in 1937 is het actief op het gebied van de opwekking van elektriciteit, de transmissie en distributie. Mexico telde toen 18,3 miljoen inwoners, waarvan slechts zeven miljoen aangesloten waren op het elektriciteitsnet. De geïnstalleerde capaciteit was 629 megawatt (MW).
Op 11 augustus 2014 is de wet gewijzigd. De transmissie en distributie van CFE komen in een apart onderneming. Deze blijft in handen van de overheid en blijft een monopolie. Het productiebedrijf komt hiervan lost te staan en gaat concurreren met andere producenten van elektriciteit. De productiecapaciteit wordt verdeeld over zes regionale maatschappijen, CFE Generacion EPS genummerd I tot en met VI. Er zijn al onafhankelijke aanbieders van elektriciteit (Spaans: Productores Independientes de energía) actief die hun surplus via CFE op de markt aanbieden. Deze nieuwe wet is begin 2017 van kracht geworden.
In 2017 stond in Mexico in totaal 55.891 MW aan capaciteit opgesteld. Hiervan was 42.644 MW, of driekwart in handen van CFE, en de rest bij onafhankelijke producenten zoals grote fabrieken die elektriciteit opwekken voor de eigen bedrijfsvoering. Van de landelijke capaciteit was 19% gebaseerd op schone energie, zoals waterkracht, kernenergie, geothermische-, wind- en zonne-energie, 19% zijn combi-centrales, stoomcentrales 15%, steenkoolgestookte centrales 11% en de onafhankelijke producenten hadden een aandeel van 34% in het totaal. De totale productie in 2017 was 250 TWh, waarvan 65% door CFE. Ter vergelijking, het verbruik in Nederland ligt stabiel rond de 120 TWh. Het transmissienetwerk had per 31 december 2017 een totale lengte van 107.000 kilometer.
| Jaar | Omzet | Nettoresultaat | Capaciteit CFE (in 1000 MW) | Capaciteit IPE (in 1000 MW) | Productie CFE (in TWh) | Productie IPE (in TWh) |
| ---- | ----- | -------------- | --------------------------- | --------------------------- | ---------------------- | ---------------------- |
| 2005 | 183   | 4,8            |                             |                             | 170                    | 45                     |
| 2010 | 254   | 0,8            | 39,7                        | 11,9                        | 160                    | 78                     |
| 2015 | 307   | -94,0          | 42,0                        | 13,0                        | 164                    | 89                     |